# Kikært
Kikært (Cicer arietinum) er en enårig, urteagtig plante med en mere eller mindre forgrenet, opret til overhængende vækst. Plantens frø, kikærter, er meget anvendt i madlavningen. De kaldes også for garbanzobønner efter det spanske ord for planten.

## Beskrivelse
Stænglerne er firkantede i tværsnit, og de bærer spredtstillede blade, som er uligefinnede. Småbladene er indskåret fra spidsen i 2-5 tænder eller flige. Blomsterne sidder enkeltvis i bladhjørnerne på lange stilke. Blomsterne er formet som typiske ærteblomster og har hvide til purpurrøde eller violette kronblade. Frugterne er korte og oppustede bælge, som hver indeholder 2 uregelmæssigt formede frø, "kikærter", som er lysebrune til næsten sorte.
Rodnettet er kraftigt med en dybtgående pælerod. 
Højde x bredde og årlig tilvækst: 0,75 x 0,50 m (75 x 75 cm/år). Målene kan bruges til beregning af planteafstande i fx haver.

### Kikært kan via bladene optage fosfor fra ørkenstøv
Kikært kan via bladene optage fosfor fra ørkenstøv. Når kikært mangler fosfor, får bladene flere hår. Disse hår øger sandsynligheden for at ørkenstøv sætter sig på bladene. Bladene udskiller en syreholdig væske, som opløser ørkenstøvet, så fosforet kan optages gennem bladene.

## Hjemsted
Kikærteplantens hjemsted fortaber sig i nogen uvished, men den har været dyrket i Mellemøsten siden det første landbrug (se Afgrøder), så man kan formode, at arten hører hjemme dér. Man bør være opmærksom på, at den beskrevne art næppe findes vildtvoksende længere. I stedet findes dens stamform, Cicer reticulatum, stadig i floraen på stejle bjergskråninger omkring Tigris' øvre løb nord og øst for Diyarbakır i det østlige Tyrkiet.

## Anvendelse
Frugterne ligner ærter, men har en rynket overflade. De stammer fra det vestlige Asien og importeres i dag hovedsagelig fra Tyrkiet. De er rige på proteiner, mineraler og kostfiber og har en nøddeagtig smag. Tørrede kikærter skal koges 1-2 timer, før de kan spises. Kogetiden nedsættes  til ca. 40 minutter, hvis de udblødes i 12-24 timer. Kikærter anvendes i gryderetter, salater, supper, postejer, hummus og i falafel. 
1 dl tørrede kikærter (80 gram) giver ca. 3 dl kogte kikærter.

## Næringsindhold
Frøene indeholder ca. 20 % protein, 40 % kulhydrater og ca. 12 % fibre, meget lysin, vitamin B1, B6 og folsyre. Desuden har de et højt indhold af magnesium, jern og zink. 100 g svarer til 275 kcal / 1152 kJ.
| Energi      | 1394 kJ (333 kcal) |
| Protein     | 21 g               |
| Kulhydrater | 51 g               |
| Kostfiber   | 10 g               |
| Fedt        | 5 g                |
| Jern        | 7 mg               |
| Kalium      | 800 mg             |

| Portal | Portal:Botanik |

## Note
1. ↑  Dec 16th 2020, economist.com: Wheat absorbs phosphorus from desert dust. After 12 millennia, a common crop still springs surprises, backup Citat: "...It helped itself to a dose of much-needed phosphorus when its leaves received a coating of desert dust...Then they scattered desert dust on the leaves of half of the specimens of each species, while taking steps to stop any of it reaching the soil. After this, though the dust-dosed maize continued to suffer from phosphorus deficiency, the wheat and chickpea plants perked up and grew to more than double the size of their undusted lab-mates. What is more, these species were clearly ready for the dust’s arrival. As soon as a lack of phosphorus announced itself, two things happened. Their leaves became hairier, and therefore better at capturing dust. And those leaves also started secreting acid fluids that could dissolve any incoming apatite, assisting phosphorus’s absorption..."
2. ↑  Free access: 15 March 2021, wiley.com: Direct foliar uptake of phosphorus from desert dust, backup Citat: "...Foliar dust doubled the growth of P-deficient chickpea and wheat, crops originating near the Syrian Desert. P deficiency stimulated several leaf modifications that enabled acquisition of up to 30% of the sparingly soluble dust-P that is conventionally perceived as unavailable. These modifications increased foliar dust capture, acidified the leaf surface and, in chickpea, enhanced exudation of P-solubilizing organic acids. Maize (originating far from deserts) displayed only a marginal response to dust..."
3. ↑  Niroj Kumar Sethy, Shalu Choudhary, Bhumika Shokeen og Sabhyata Bhatia: Identification of microsatellite markers from Cicer reticulatum: molecular variation and phylogenetic analysis (Webside ikke længere tilgængelig) i TAG Theoretical and Applied Genetics, 2006 12 nr. 2. (engelsk)